# Leiophron birdi
Leiophron birdi är en stekelart som beskrevs av Loan 1974. Leiophron birdi ingår i släktet Leiophron och familjen bracksteklar. Inga underarter finns listade i Catalogue of Life.